# 克里斯蒂娜 (米纳斯吉拉斯州)
克里斯蒂娜（葡萄牙語：Cristina）是巴西米纳斯吉拉斯州的一个市镇。总面积311.925平方公里，总人口10592人，人口密度34人/平方公里。